# El somriure dels sants
El somriure dels sants és una novel·la de l'escriptor català Miquel Llor, publicada el 1947, en la qual l'autor reprén el personatge de Laura de la novel·la de 1931 Laura a la ciutat dels sants, però amb uns postulats completament diferents dels originals.
Laura a la ciutat dels sants hi havia sigut un supervendes pel qual l'autor havia acabat patint infinitat de problemes a nivell personal: la ciutat fictícia on transcorre gairebé tota l'obra, Comarquinal, era fàcilment identificable amb Vic, d'on era Miquel Llor, i també alguns dels personatges, presos de la realitat. En aquesta primera novel·la de la bilogia, Laura és una barcelonina de caràcter fort i determinat. Es casa amb un adinerat hereu de Comarquinal, i a poc a poc veu com la seua vida acaba convertida en un infern. Quan la seua situació arriba a un punt de no-retorn, escapa de casa i es reclou amb unes monges franceses. La novel·la, doncs, té un agosarat caràcter crític dels valors tradicionals de l'època.
El somriure dels sants —que aparegué primer en una traducció d'Ignasi Agustí al castellà de 1943—, continua la història quatre anys després de la fugida de Laura del poble, és a dir, durant la Guerra civil i la postguerra. L'heroïna ja no és una dona independent i rebel, sinó que té com a objectiu sometre's al seu marit, un home a qui no respecta ni ama. La moralitat de la novel·la, doncs, n'és completament oposada a la precedent i, de fet, funciona com una esmena a la totalitat dels postulats originals de l'autor.